# آبی نیمه‌شب

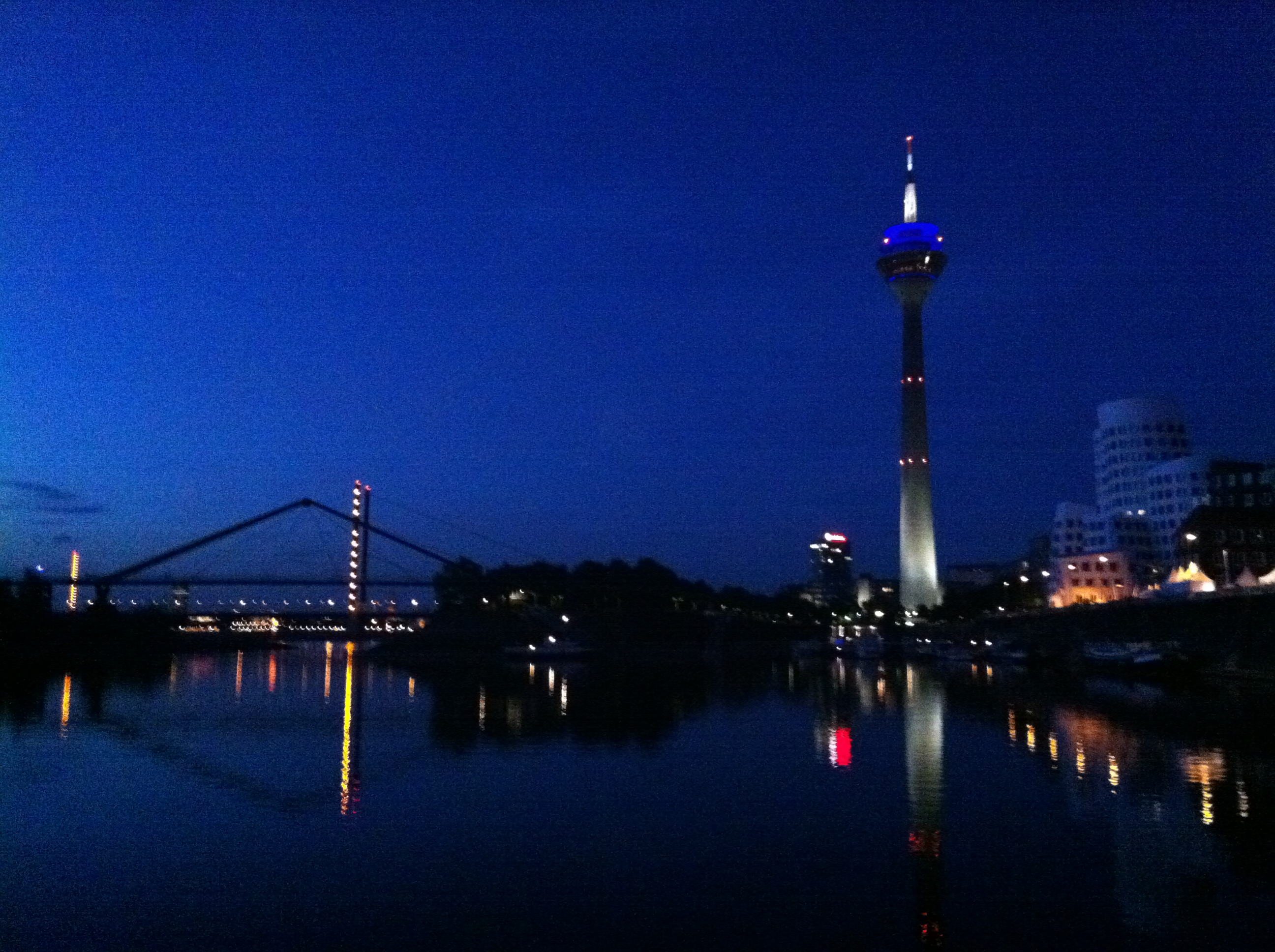
آبی نیمه‌شب در دوسلدورف آلمان

آبی نیمه‌شب یک سایه تیره از آبی است که به دلیل شباهت آن به رنگ آبی به آسمان شب مهتابی در اطراف ماه کامل نام‌گذاری شده است. آبی نیمه‌شب رنگ خمره‌ای پر از رنگ نیلی است. بنابراین، آبی نیمه‌شب را می‌توان سایه تیره نیلی نیز در نظر گرفت. آبی نیمه‌شب در نور خورشید یا نور با طیف کامل به‌طور قابل‌توجهی برای چشم آبی است، اما می‌تواند تحت طیف‌های محدودتر خاصی که گاهی در نور مصنوعی یافت می‌شود، سیاه به نظر برسد (مخصوصاً در نورهای رشته‌ای اوایل قرن بیستم). شبیه سرمه‌ای است که آن نیز آبی تیره است.